# Грамос
Грамос (понекад Грамушта или Грамошта), (грчки: Γράμμος, Грамос, албански: Gramoz, одн. Mali i Gramozit, Грамоз одн. Маљи и Грамозит, куцовлашки (аромунски): Gramosta, Грамоста) је гранична планина између Грчке и Албаније. Највиши врх Грамоса је Чука Пецик 2.520 метара. Други високи врхови су: Маври Петра (2.461), Голио (1.934), Каменик (2.043), Перифано (2.442), Гесос (2.166), Ћафа (2.395) и други. На планини се налази ледничко језеро Гиздово (Γκιστόβα).
Грамос је најсевернији огранак планинског масива Пинд, а преко њега пролази граница између географско-историјских области Македоније на истоку и Епира на западу и југу. На истоку у долини реке Бистрице (Алиакмонас) простире се општина Нестрам у области Западне Македоније. У јужним деловима планине у долини Сарандопоро налази се општина Коница у области Епир. На западу и северу налазе се историјско-географске и административне области Албаније - Колоњ и Девол.
У прошлости, пре Балканских ратова, Грамос је представљао југозападну словенску етничку границу. Планинска села била су насељена Куцовласима (Цинцарима), а североисточно подножје Словенима.